# Капитан Джек (фильм)
«Капитан Джек» (латыш. Kapteinis Džeks), СССР, 1972 — детский приключенческий фильм.

## Сюжет
Девочка Женя мечтает стать моряком. Она ходит в тельняшке, носит морскую фуражку и всё свободное время проводит с мальчишками на старой шхуне «Сигнал», что стоит на приколе в порту.
Ребята подсмеивались над ней, но своим знанием морского дела она заслужила прозвище «Капитан Джек». Когда пришло время отправить старое судно на слом, новоявленные моряки увели его от причала в штормовую ночь, считая несправедливой такую судьбу для заслуженного ветерана.
На этом судне во время войны, проявив мужество, ушли от вражеского плена советские моряки, среди которых был и отец Жени.
Портовое начальство решило помочь школьникам организовать пионерский морской клуб, которому, к общей радости, и передали героическую шхуну.

## В ролях
- Инга Мицките — Капитан Джек
- Мария Подгурская — Ольга
- Донатас Банионис — Митя
- Волдемар Зандберг — Гунар
- Раймондас Брикштис — Павел
- Айварс Лиепиньш — Оскар
- Эйнарс Пиескусс — Зайцев
- Гедиминас Пранцкунас — морской офицер

## Съёмочная группа
- Сценарист: Юрий Яковлев
- Режиссёр: Ада Неретниеце
- Оператор: Зигурд Дудиньш
- Художник: Виктор Шильдкнехт
- Композитор: Вениамин Баснер